# البرتو، جیمینا لابوچنیا
البرتو، جیمینا لابوچنیا (به لاتین: Albertów, Gmina Lubochnia) یک منطقهٔ مسکونی در لهستان است که در Gmina Lubochnia واقع شده‌است.